# Bram Ronnes
Bram Ronnes (Enschede, 17 november 1978) is een Nederlandse voormalige beachvolleybalspeler.
Ronnes vormde tot 2008 een volleybalduo met Emiel Boersma. Samen eindigden zij op een negende plaats op het WK 2007 in Gstaad. In 2008 was Ronnes in een broederstrijd verwikkeld met zijn broer Gijs Ronnes, eveneens beachvolleyballer, voor deelname aan de Olympische Spelen van 2008 in Peking. Slechts twee volleybalduo's per land mochten deelnemen, en het duo Reinder Nummerdor en Richard Schuil had zich reeds voor de Spelen gekwalificeerd. Emiel Boersma en Bram Ronnes wonnen uiteindelijk deze kwalificatiestrijd. In Peking verloren ze hun partij tegen de Verenigde Staten (0-2) en tegen Japan (1-2).
Ronnes speelde voor het Beach Team Holland en zette in 2009 een punt achter zijn spelersloopbaan na met Jorn Huiskamp meegedaan te hebben aan de WK in Stavanger. Vervolgens trainde hij de Dames 1 van VV Utrecht, tot hij in april 2012 technisch directeur werd van die club. In 2015 werd Ronnes technisch directeur bij de Nederlandse Volleybal Bond.
Zijn vader, Frans Ronnes, was burgemeester van de Noord-Brabantse gemeenten Haaren en Laarbeek.
Team 1: Reinder Nummerdor · Richard Schuil

Team 2: Emiel Boersma · Bram Ronnes